# Hebe cassinioides
Hebe cassinioides é uma espécie de planta do gênero Hebe.